# Allium judaeum
Allium judaeum — вид квіткових рослин із підродини цибулевих (Allioideae).

## Ареал
A. judaeum — рідкісним ендемік, який, очевидно, обмежується Юдейськими горами Ізраїлю та Західним берегом.